# Таволга Дуґласа
Таволга Дуґласа (Spiraea douglasii) — це вид квіткових рослин родини трояндових, яка походить із західної частини Північної Америки.

## Опис
Таволга Дуґласа — це густий кущ, що росте 1—2 м заввишки з кореневищ, утворюючи густі зарості по берегах річок.
Довжина зазубрених по всій довжині листків становить 2,5—10 см. Вони розташовані почергово, а нижня сторона білувата з помітними жилками.
Великі скупчення дрібних насичено-рожевих квітів утворюють колоноподібні багатощитки на початку літа, які пізніше темніють і зберігаються в такому стані через зиму. Насінина завдовжки 2 мм, розносяться тваринами і сильними вітрами.

## Поширення і екологія
Рослина поширена всюди по західній частині Північної Америки від Аляски через південно-західну Канаду та північний захід узбережжя Тихого океану. Вона розповсюдилася в багатьох інших місцях як інвазивний вид. Була завезена до Європи ще в 1803 році, і вважається особливо інвазивною в Данії та Латвії. Вона також зустрічається у Франції, Ірландії, Словенії, Швеції, Великій Британії, Бельгії, Німеччини та Польщі.
Зустрічається найчастіше в прибережних типах місцезростань, таких як болота, береги струмків, торфовища та мулисті рівнини. Найкраще росте на вологих або напіввологих ґрунтах з хорошим дренажем. Вона добре пристосовується до різних типів ґрунтів, а також гравійних субстратів.
Таволга не витримує затінення, тому росте в основному на відкритих болотах серед осоки, хвощів, на чорничниках серед іншої болотяної флори, а також у серійних угрупованнях.

## Екологія
Листя таволги випадково споживають чорнохвості олені, але воно не дуже приємне худобі, і вони їдять його лише зрідка. Квіти дають нектар для колібрі, а малі птахи їдять насіння, яке доступне взимку, коли іншої їжі обмаль.
Таволга є середовищем для гніздування таких птахів, як овад болотяний, і є компонентом середовища проживання ведмедів ґрізлі .
Вона помірно вогнестійка, оскільки багато боліт в її рідному ареалі історично висихали до середини літа та були сприйнятливими до пожеж. Якщо надземна частина рослини знищена і відмирає, вона все ж може прорости від основи стебла або кореневища після лісової пожежі.
Вона може гібридизуватися зі S. betulifolia, утворюючи спірею пірамідну (S. x pyramidata Greene).
Будучи інвазивним видом, таволга Дуґласа зменшує біорізноманіття в місцях поширення поза природним ареалом, колонізуючи водно-болотяні угіддя густими монокультурними заростями на шкоду іншим рослинам.

## Використання
Корінні американці використовували рослину для виготовлення віників і підвішування морепродуктів над вогнищем.
Рослина використовується як декоративна в ландшафтному дизайні, де краще росте на сонячних, вологих місцях. Спірея рекомендована для проєктів відновлення прибережної рослинності на північному заході Тихого океану, оскільки вона витривала і швидко займає територію.

## Зовнішні посилання
Вікісховище має мультимедійні дані за темою: Таволга Дуґласа
- Мануальне лікування Джепсона
- Вашингтонський музей Берка
- Фотогалерея